# Otto Fabian

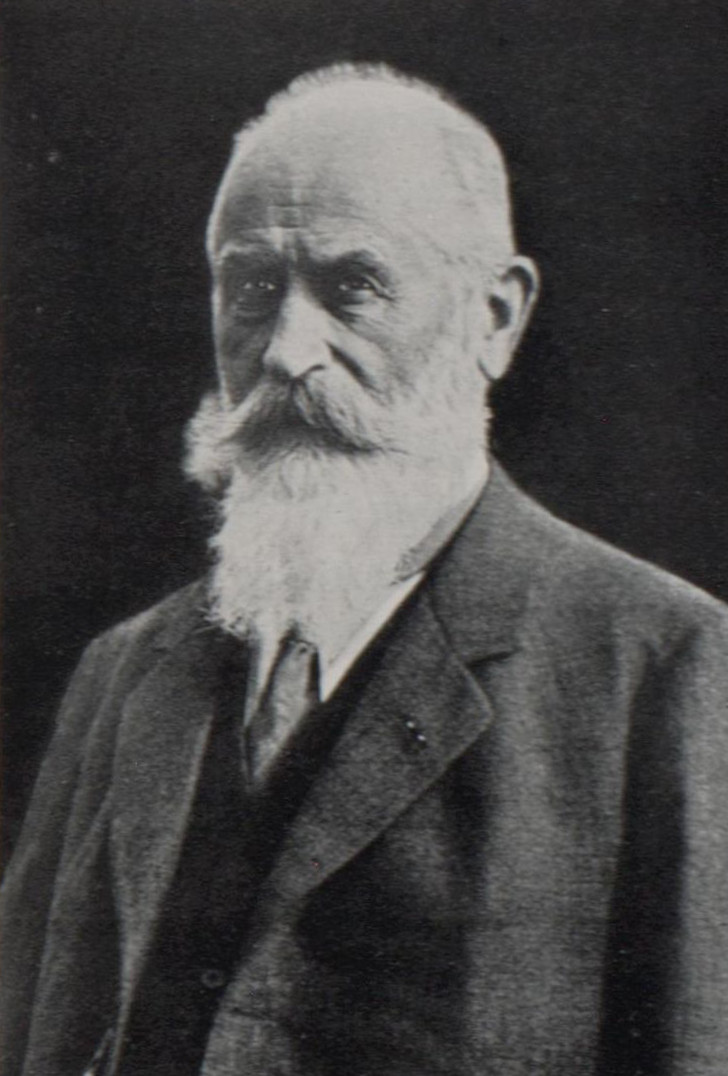
Otto Fabian, um 1933

Otto Fabian (* 8. Juli 1856 in Halle an der Saale; † 20. Januar 1938 ebenda) war ein deutscher Bergrat und Industriemanager. 

## Leben
Otto Fabian war der Sohn von Alexander Emil Fabian (* 1805; † 1864) und Ernestine Wilhelmine Marie Fabian, geborene Erdmann (* 1822; † 1900) sowie ein Neffe von Karl Leopold Fabian, dem Stammvater der Familie Fabian, der in der Folgezeit verschiedene preußische Bergbeamte angehörten. In Halle besuchte Otto Fabian das Städtische Gymnasium. Nach dem Studium in seiner Heimatstadt und in Berlin absolvierte er seinen Militärdienst beim Halleschen Füsilierregiment Nr. 36. Im Jahr 1879 wurde er Bergreferendar und 1883 Bergassessor. Als Berginspektor war er zunächst bei der Bergwerksdirektion Saarbrücken, anschließend bei der Berginspektion Neunkirchen tätig. Von 1887 bis 1897 wirkte Fabian als Bergwerksdirektor und Direktor der Berginspektion in Dudweiler. Bereits 1889 hatte er die Auszeichnung als Bergrat erhalten.
1897 schied er aus dem preußischen Staatsdienst aus und war anschließend bis 1912 Generaldirektor der Zeitzer Paraffin- und Solarölfabrik AG mit Sitz in Halle. Parallel leitete Fabian als Vorsitzender seit 1902 im mitteldeutschen Braunkohlerevier die Knappschafts-Berufsgenossenschaft und gründete 1913 die weltweit erste Unfallnervenheilanstalt für Bergleute („Bergmannswohl“ in Schkeuditz). Zudem war er der Gründungsvater des ersten Mitteldeutschen Braunkohlen-Syndikats (1909 bis 1913), für das ihn die beteiligten Bergwerksunternehmer zum Vorstandsvorsitzenden wählten. Bereits seit 1907 gehörte er auch dem Aufsichtsrat der Anhalt-Dessauischen Landesbank an, dessen Vorsitz er 1921 übernahm. Gleichzeitig war er Vorsitzender des Deutschen Braunkohlen-Industrie-Vereins (DEBRIV).
Nach Ausbruch des Ersten Weltkriegs meldete er sich im Alter von 58 als Freiwilliger und wurde als Bataillonsführer schwer verletzt, wofür er das Verwundetenabzeichen erhielt. Zugleich war Fabian Träger weiterer hoher Verdienstorden (siehe Auszeichnungen und Titel). Seit der Verschmelzung der Zeitzer Paraffin- und Solarölfabrik AG in die A. Riebeck’sche Montanwerke AG gehörte er, mit Unterbrechung während des Ersten Weltkriegs, von 1912 bis 1938 als ständig wiedergewähltes Mitglied dem Aufsichtsrat der Riebeck’schen Montanwerke (ab 1926 Tochterunternehmen der IG Farben) an. Darüber hinaus war er von 1921 bis 1924 Präsident der Industrie- und Handelskammer zu Halle, danach ihr Ehrenpräsident bis zu seinem Tod. Otto Fabian starb im Alter von 81 Jahren in seiner Heimatstadt.

## Auszeichnungen und Titel
- Bergrat (ab 1889)
- Eisernes Kreuz (2. und 1. Klasse)
- Roter Adlerorden (4. Klasse)
- Königlicher Kronenorden (3. Klasse)
- Ehrenpräsident der Industrie- und Handelskammer zu Halle (ab 1924)[9]